# Brainwriting
Brainwriting ist eine Kreativitätstechnik, die vorwiegend in Gruppen angewandt wird und dem Brainstorming ähnelt. Das Besondere des Brainwriting gegenüber dem Brainstorming ist, dass jeder Teilnehmer in Ruhe Ideen sammeln und verschriftlichen kann. Brainwriting wird überall dort eingesetzt, wo es um Ideenentwicklung in Gruppen geht (Werbung, Journalistik, Kreatives Schreiben).
Die Grenzen zwischen Brainstorming und Brainwriting verschwimmen im Falle des elektronischen Brainstorming, das über elektronische Meetingsysteme online durchgeführt werden kann. Elektronisches Brainstorming ähnelt dem Brainwriting, indem Beiträge schriftlich erfasst werden. Es ähnelt dem Brainstorming dahingehend, dass alle Beiträge den anderen Teilnehmern sofort auf einem gemeinsamen „Flipchart“ angezeigt werden. Dabei vermeidet die Parallelisierung und Anonymisierung der Beiträge die aus dem klassischen Brainstorming bekannten blockierenden Einflüsse der Gruppe und ermöglicht die spontane Reaktion auf Beiträge anderer Teilnehmer.

## Regeln des Brainwriting
Beim Brainwriting wird wie beim Brainstorming darauf geachtet, dass alle Faktoren, die die Produktion neuer Ideen hemmen, minimiert sind und im Gegenteil alle den Kombinationsprozess fördernden Faktoren garantiert sind.
Teilnehmer sollen ohne jede Einschränkung Ideen produzieren und/oder mit anderen Ideen kombinieren. Im Idealfall inspirieren sich die Teilnehmer während des Schreibprozesses oder der Diskussion gegenseitig mit ihren Ideen, die sie dann weiterentwickeln können.
Man unterteilt das Brainwriting in zwei Phasen:
1. Die erste Phase dient dem Entwickeln von Ideen und der Schaffung von Assoziationen. In dieser Phase ist eine Bewertung fremder wie eigener Ideen verboten, weil dies zu einer inneren Zensur bei den Teilnehmern führen und das Finden neuer Ideen erschweren würde.
2. In der zweiten Phase werden die Ergebnisse dann einer ausführlichen Kritik unterzogen und die besten Ideen herausgezogen.

## Vorteile
- Ideen können nicht versehentlich in der Diskussion untergehen, da sie schriftlich fixiert sind.
- Es ist nicht notwendig, ein Protokoll zu führen. Ein Protokollant entfällt deshalb.
- Die Anonymität der Teilnehmer kann meist gewahrt werden. Die Teilnehmer sind somit nicht persönlich angreifbar.
- Es herrscht Gleichberechtigung in der Gruppe. Introvertierte Teilnehmer haben dieselbe Chance, ihre Ideen anzubringen wie extrovertierte. Auch hat die Stellung der Teilnehmer keinen Einfluss auf die Besprechung der Ideen, sofern Anonymität vorherrscht. In der Diskussion werden die Ideen beispielsweise des Abteilungsleiters dann nicht aus Ehrfurcht von der Kritik ausgespart.

## Nachteile
- Die Spontaneität der Ideen geht verloren. Die Teilnehmer überdenken ihre Idee zu lange und müssen sich eine konkrete Formulierung überlegen. Dieser Nachteil wird bei dynamischen Brainwriting-Sessions online (auch über elektronische Meetingsysteme) minimiert.[3]
- Es können Mehrfachnennungen einer Idee vorkommen, bedingt durch den gleichzeitigen und alleinigen Ideenfindungsprozess am Anfang. Dieser Nachteil entfällt, wenn die Ideen den anderen Teilnehmern sofort zur Ansicht gebracht werden, wie dieses durch elektronische Meetingsysteme geleistet wird.

## Brainwriting-Techniken
- Brainwriting-Pool
- Collective-Notebook
- Elektronisches Brainstorming
- Discussion 66
- Galeriemethode
- Kartenabfrage
- Methode 635